# Rosor (målning)
Rosor (danska: Roser. Haveparti fra Skagen med kunstnerens hustru siddende i en havestol) är en oljemålning från 1893 av den danske konstnären Peder Severin Krøyer. Målningen tillhör Skagens Museum. 
Målningen visar konstnärens hustru Marie Krøyer sittande i en vilstol i skuggan av en stor rosenbuske av sorten jungfrurosor. Vid hennes fötter sover hunden Rap, även bekant från Sommarafton på Skagen. Bakom rosenbusken skymtar Madam Bendsens gård i Skagen som paret Krøyer hyrde 1891–1894. 